# Чемпіонат Європи з футболу 2012 (кваліфікаційний раунд, група G)
Матчі Групи G кваліфікаційного раунду Євро-2012 тривали з 3 вересня 2010 по 11 жовтня 2011. Збірна Англії, зайнявши перше місце, кваліфікувалася на Євро-2012, а збірна Чорногорії з другого місця потрапила у раунд плей-оф.
| М  | Команда    | І | В | Н | П | МЗ | МП | РМ  | О  |
| -- | ---------- | - | - | - | - | -- | -- | --- | -- |
| 1. | Англія     | 8 | 5 | 3 | 0 | 17 | 5  | +12 | 18 |
| 2. | Чорногорія | 8 | 3 | 3 | 2 | 7  | 7  | 0   | 12 |
| 3. | Швейцарія  | 8 | 3 | 2 | 3 | 12 | 10 | +2  | 11 |
| 4. | Уельс      | 8 | 3 | 0 | 5 | 6  | 10 | −4  | 9  |
| 5. | Болгарія   | 8 | 1 | 2 | 5 | 3  | 13 | −10 | 5  |

### Результати
| 03.09.2010 19:30 UTC+2 |

| Чорногорія  | 1:0      | Уельс |
| ----------- | -------- | ----- |
| Вучинич 30' | Протокол |       |

| Под горіцом, Подгориця Глядачів: 7 442 Арбітр: Анастасіос Какос (Греція) |

| 03.09.2010 20:00 UTC+1 |

| Англія                           | 4:0      | Болгарія |
| -------------------------------- | -------- | -------- |
| Дефо 3', 61', 86' А. Джонсон 83' | Протокол |          |

| Вемблі, Лондон Глядачів: 73 426 Арбітр: Віктор Кашшаї (Угорщина) |

| 07.09.2010 20:30 UTC+3 |

| Болгарія | 0:1      | Чорногорія   |
| -------- | -------- | ------------ |
|          | Протокол | Зверотич 35' |

| Васил Левський, Софія Глядачів: 9 470 Арбітр: Владислав Безбородов (Росія) |

| 07.09.2010 20:45 UTC+2 |

| Швейцарія  | 1:3      | Англія                           |
| ---------- | -------- | -------------------------------- |
| Шакірі 71' | Протокол | Руні 10' А. Джонсон 69' Бент 88' |

| Санкт-Якоб Парк, Базель Глядачів: 37 500 Арбітр: Нікола Ріццолі (Італія) |

| 08.10.2010 20:30 UTC+2 |

| Чорногорія  | 1:0      | Швейцарія |
| ----------- | -------- | --------- |
| Вучинич 67' | Протокол |           |

| Под горіцом, Подгориця Глядачів: 10 750 Арбітр: Ітурральде Гонсалес (Іспанія) |

| 08.10.2010 19:30 UTC+1 |

| Уельс | 0:1      | Болгарія    |
| ----- | -------- | ----------- |
|       | Протокол | І.Попов 48' |

| Кардіфф Сіті, Кардіфф Глядачів: 14 061 Арбітр: Йонас Ерікссон (Швеція) |

| 12.10.2010 20:30 UTC+2 |

| Швейцарія                                    | 4:1      | Уельс    |
| -------------------------------------------- | -------- | -------- |
| Штокер 8', 89' Штреллер 21' Інлер 82' (пен.) | Протокол | Бейл 13' |

| Санкт-Якоб Парк, Базель Глядачів: 26 000 Арбітр: Ален Хамер (Люксембург) |

| 12.10.2010 20:00 UTC+1 |

| Англія | 0:0      | Чорногорія |
| ------ | -------- | ---------- |
|        | Протокол |            |

| Вемблі, Лондон Глядачів: 73 451 Арбітр: Мануель Ґрафе (Німеччина) |

| 26.03.2011 18:45 UTC+2 |

| Болгарія | 0:0      | Швейцарія |
| -------- | -------- | --------- |
|          | Протокол |           |

| Васил Левський, Софія Глядачів: 9600 Арбітр: Вільям Коллум (Шотландія) |

| 26.03.2011 15:00 UTC |

| Уельс | 0:2      | Англія                     |
| ----- | -------- | -------------------------- |
|       | Протокол | Лемпард 7' (пен.) Бент 15' |

| Мілленіум, Кардіфф Глядачів: 68 959 Арбітр: Олегаріу Бенкеренса (Португалія) |

| 04.06.2011 16:45 UTC+1 |

| Англія                     | 2:2      | Швейцарія         |
| -------------------------- | -------- | ----------------- |
| Лемпард 37' (пен.) Янґ 51' | Протокол | Барнетта 32', 35' |

| Вемблі, Лондон Глядачів: 84 459 Арбітр: Дамир Скомина (Словеннія) |

| 04.06.2011 20:30 UTC+2 |

| Чорногорія   | 1:1      | Болгарія     |
| ------------ | -------- | ------------ |
| Джялович 53' | Протокол | І. Попов 66' |

| Под горіцом, Подгориця Глядачів: 11 500 Арбітр: Алон Єфет (Ізраїль) |

| 02.09.2011 21:15 UTC+3 |

| Болгарія | 0:3      | Англія                     |
| -------- | -------- | -------------------------- |
|          | Протокол | Кегілл 13' Руні 21', 45+1' |

| Васил Левський, Софія Глядачів: 27 230 Арбітр: Франк Де Блекере (Бельгія) |

| 02.09.2011 19:45 UTC+1 |

| Уельс                 | 2:1      | Чорногорія  |
| --------------------- | -------- | ----------- |
| Морісон 28' Ремзі 50' | Протокол | Йоветич 71' |

| Кардіфф Сіті, Кардіфф Глядачів: 8194 Арбітр: Лука Банті (Італія) |

| 06.09.2011 19:45 UTC+1 |

| Англія  | 1:0      | Уельс |
| ------- | -------- | ----- |
| Янґ 70' | Протокол |       |

| Вемблі, Лондон Глядачів: 77 128 Арбітр: Роберт Шьорґенгофер (Австрія) |

| 06.09.2011 20:30 UTC+2 |

| Швейцарія              | 3:1      | Болгарія     |
| ---------------------- | -------- | ------------ |
| Шакірі 45+2', 62', 90' | Протокол | І. Іванов 8' |

| Санкт-Якоб Парк, Базель Глядачів: 16 880 Арбітр: Павел Краловець (Чехія) |

| 07.10.2011 19:45 UTC+1 |

| Уельс                     | 2:0      | Швейцарія |
| ------------------------- | -------- | --------- |
| Ремзі 60' (пен.) Бейл 71' | Протокол |           |

| Ліберті, Свонсі Глядачів: 12 317 Арбітр: Бйорн Кейперс (Нідерланди) |

| 07.10.2011 21:00 UTC+2 |

| Чорногорія                   | 2:2      | Англія           |
| ---------------------------- | -------- | ---------------- |
| Зверотич 45' Делібашич 90+1' | Протокол | Янґ 11' Бент 31' |

| Под горіцом, Подгориця Глядачів: 11 340 Арбітр: Вольфганг Штарк (Німеччина) |

| 11.10.2011 20:15 UTC+2 |

| Швейцарія                    | 2:0      | Чорногорія |
| ---------------------------- | -------- | ---------- |
| Дердійок 51' Ліхтштайнер 65' | Протокол |            |

| Санкт-Якоб Парк, Базель Глядачів: 19 997 Арбітр: Олегаріу Бенкеренса (Португалія) |

| 11.10.2011 21:05 UTC+3 |

| Болгарія | 0:1      | Уельс    |
| -------- | -------- | -------- |
|          | Протокол | Бейл 45' |

| Васил Левський, Софія Глядачів: 1672 Арбітр: Павел Гіл (Польща) |

## Бомбардири
| 4 голи - Джердан Шакірі 3 голи - Даррен Бент - Джермейн Дефо - Вейн Руні - Ешлі Янг - Гарет Бейл 2 голи - Івелін Попов - Адам Джонсон - Френк Лемпард (1 пен.) - Аарон Ремзі (1 пен.) - Мірко Вучинич | 2 голи (продовження) - Ельсад Зверотич - Транквілло Барнетта - Валентин Штокер 1 гол - Гарі Кехілл - Іван Іванов - Стів Морісон - Радомір Джялович - Андрія Делібашич - Стеван Йоветич - Гекхан Інлер (1 пен.) - Ерен Дердійок - Штефан Ліхтштайнер - Марко Штреллер |

## Глядачі
| Команда    | Найбільше | Найменше | Всього  | Середня кількість |
| ---------- | --------- | -------- | ------- | ----------------- |
| Англія     | 84,459    | 73,426   | 308,464 | 77,116            |
| Болгарія   | 27,230    | 1,672    | 47,972  | 11,993            |
| Уельс      | 68,959    | 8,194    | 103,531 | 25,883            |
| Чорногорія | 11,500    | 7,442    | 41,032  | 10,258            |
| Швейцарія  | 37,500    | 16,880   | 100,377 | 25,094            |